# 神中興業
神中興業株式会社（じんちゅうこうぎょう）は、神奈川県藤沢市に本社がある小田急グループ神奈川中央交通の直系子会社である。サービス名称はカーテック神中。
自動車整備、車検、点検を主なサービスとして行っており、本社、藤沢、綾瀬、戸塚、茅ヶ崎の5つの工場がある。

## 本社
- 所在地 - 神奈川県藤沢市本藤沢4丁目2-3（2019年2月27日に移転）

## 沿革
- 1942年（昭和17年）9月　東京急行電鉄が神中自動車工業を設立
- 1947年（昭和22年）3月　東京急行電鉄株式会社より分離独立
- 1968年（昭和43年）10月　藤沢市の区画整理のため、本社工場を藤沢市藤沢808番地に新築移転
- 1974年（昭和49年）1月　神中興業株式会社に商号変更
- 1990年（平成2年）5月　神奈川中央交通株式会社が資本参加
- 2019年（平成31年）2月　本社工場を藤沢市本藤沢4-2-3に新築移転

## 業務内容
- 自動車修理
- 民間車検整備
- 自動車販売
- 自動車部品販売
- 不動産賃貸
- 保険代理業